# Androctonus burkinensis
Espèce
Androctonus burkinensis est une espèce de scorpions de la famille des Buthidae.

## Distribution
Cette espèce est endémique de la région du Sahel au Burkina Faso. Elle se rencontre dans la province de Séno vers Dori.

## Description
Le mâle holotype mesure 48,5 mm.

## Étymologie
Son nom d'espèce, composé de burkin[a] et du suffixe latin -ensis, « qui vit dans, qui habite », lui a été donné en référence au lieu de sa découverte, le Burkina Faso.

## Publication originale
- Ythier, 2021 : « A new species of Androctonus Ehrenberg, 1828 from the Sahelian wooded steppes of Burkina Faso (Scorpiones: Buthidae). » Faunitaxys, vol. 9, no 31, p. 1-7 (texte intégral).